# Maya, donne-moi un titre
Série
Maya, donne-moi un autre titre
(2025)
Pour plus de détails, voir Fiche technique et Distribution.
Maya, donne-moi un titre est un film d'animation film français réalisé par Michel Gondry et sorti en 2024. Il utilise la technique de l'animation de papiers découpés. Il comporte également de courtes séquences en prises de vues réelles.
Une suite, intitulée Maya, donne-moi un autre titre, sort en 2025.

## Synopsis
Alors que sa fille vit à l'étranger, un papa fait tout pour maintenir la connexion. Il cherche notamment le moyen de pouvoir lui raconter des histoires. Chaque soir, il lui demande ainsi « Maya, donne-moi un titre ». À partir de là, il façonne un film d'animation mettant en vedette Maya.

## Fiche technique
Sauf indication contraire, les informations mentionnées dans cette section peuvent être confirmées par les bases de données cinématographiques IMDb et Allociné,  présentes dans la section « Liens externes ».
- Titre original : Maya, donne-moi un titre
- Réalisation et scénario : Michel Gondry
- Musique : Jean-Michel Bernard
- Photographie : Laurent Brunet
- Stylisme : Florence Fontaine
- Montage : Élise Fievet
- Animation : Michel Gondry, Julien Malegue, Antoine Mayet, Joseph Catté, Mathieu de Brun, Anelle Derouet et Terence Nury
- Production : Georges Bermann
- Société de production : Partizan
- Société de distribution : The Jokers (France)
- Pays de production :  France
- Langue originale : français
- Format : couleur - 1,85:1
- Genre : animation, comédie, aventures, fantastique
- Durée : 61 minutes
- Date de sortie[2] :
  - France : 2 octobre 2024

## Distribution
- Pierre Niney : le père, le narrateur et les personnages animés (voix)
- Maya Gondry : elle-même (prises de vues réelles)

## Production
En juillet 2024, il est révélé que le prochain film de Michel Gondry sera un film d'animation autour de sa fille Maya. Il s'agit d'une compilation de courts métrages que le réalisateur faisait depuis des années pour sa fille. L'animation est principalement constituée de collages et découpages de papier.